# Phan Triển Lạc
Phan Triển Lạc (tiếng Trung: 潘展乐, sinh ngày 4 tháng 8 năm 2004) là một vận động viên bơi lội tự do người Trung Quốc. Anh là nhà vô địch Thế vận hội, và hiện tại đang nắm giữ kỷ lục thế giới của nội dung 100 mét tự do. Năm 2023, Phan Triển Lạc trở thành vận động viên bơi lội đầu tiên trong lịch sử đạt cả ba thành tích là đạt dưới 22 giây ở 50 mét tự do, dưới 47 giây ở 100 mét tự do, và dưới 1:45 ở 200 mét tự do. Tại Thế vận hội Mùa hè 2024, anh giành huy chương vàng ở nội dung 100 mét tự do, đồng thời phá kỷ lục thế giới của chính mình.

## Sự nghiệp

### Giai đoạn đầu
Năm 2019, ở tuổi 15, Phan Triển Lạc có lần đầu tham dự giải đấu lớn tại Giải vô địch bơi lội mùa hè Trung Quốc 2019. Anh tham dự ở nội dung 1500 mét tự do và giành chiến thắng với thời gian 15:33.48.
Tại vòng loại Đội tuyển Olympic Trung Quốc năm 2020, Phan Triển Lạc kết thúc với vị trí thứ hai ở vòng chung kết 100 mét tự do với thời gian 48.74 giây, chỉ kém He Junyi 0.03 giây. Anh cũng tham gia thi đấu ở nội dung 200 và 400 mét tự do.
Năm 2021, Phan Triển Lạc tham dự Giải vô địch mùa hè quốc gia Trung Quốc và Đại hội Thể thao Trung Quốc. Ở cả hai giải đấu, anh tham dự ở nội dung 50, 100, và 400 mét tự do. Tại Đại hội Thể thao Trung Quốc, anh kết thúc ở vị trí thứ ba ở 100 mét tự do với thành tích cá nhân tốt nhất là 48.59 giây.

### Đấu trường quốc tế và bức đột phá
Ở tuổi 17, Phan Triển Lạc có lần đầu tiên tham dự đấu trường quốc tế tại Giải vô địch bể ngắn thế giới FINA 2021. Anh bơi ở các nội dung 200, 400, và 800 mét tiếp sức tự do, giúp Trung Quốc đứng thứ 5 ở cả ba nội dung. Ở nội dung cá nhân, Phan Triển Lạc kết thúc với vị trí thứ 11 ở vòng bán kết 100 mét tự do.
Trong năm sau, Phan Triển Lạc đồng kết thúc với vị trí thứ 6 ở 100 mét tự do tại Giải vô địch bể ngắn thế giới FINA 2022 ở Melbourne. Với giây 45.77 giây, anh trở thành người nắm giữ kỷ lục châu Á ở nội dung bể ngắn này.
Vào tháng 5 năm 2023, Phan Triển Lạc tham dự ở nội dung 100 mét tự do bể dài tại Giải vô địch quốc gia Trung Quốc, phá kỷ lục châu Á với thời gian 47.22 giây, nhanh hơn 0.34 giây so với kỷ lục cũ.
Phan Triển Lạc lần đầu tiên phá vỡ rào cản 47 giây ở nội dung 100m tự do bể dài tại Đại hội Thể thao châu Á 2022 (tổ chức vào năm 2023 do đại dịch COVID-19), nơi anh kết thúc với thời gian 46.97 giây, trở thành vận động viên nam thứ 5 trong lịch sử đạt được cột mốc này. Trong thời gian diễn ra đại hội, anh cũng trở thành kình ngư đầu tiên trong lịch sử đạt được cả ba thành tích là đạt dưới 22 giây ở 50 mét tự do, dưới 47 giây ở 100 mét tự do, và dưới 1:45 ở 200 mét tự do.
Vào ngày 16 tháng 2 năm 2024, Phan Triển Lạc thắng nội dung 100 mét tự do tại Giải vô địch thế giới 2024 ở Doha, Qatar. Vài ngày trước đó, anh lập kỷ lục thế giới mới ở nội dung 100 mét tự do với thời gian 46.80.
Tại Thế vận hội Mùa hè 2024, Phan Triển Lạc giành huy chương vàng ở nội dung 100 mét tự do. Với thời gian 46.40 giây, anh đã phá kỷ lục thế giới của chính mình trong nội dung này. Khoảng cách chiến thắng của anh, 1.08 giây, là khoảng cách lớn nhất của nội dung này kể từ Thế vận hội 1928, và sự cải thiện 0.40 giây so với kỷ lục thế giới của anh là bước nhảy vọt lớn nhất kể từ năm 1976. Ở chung kết 4x100 mét hỗn hợp nam, màn trình diễn của Phan Triển Lạc giúp đội tuyển Trung Quốc giành huy chương vàng, mang đến thất bại đầu tiên của Hoa Kỳ ở nội dung này kể từ khi nó được đưa vào nội dung thi đấu Thế vận hội tại Thế vận hội Mùa hè 1960. Là người thi đấu cuối cùng, anh bước vào đường đua khi đội anh đang ở vị trí thứ ba nhưng đã vượt qua các vận động viên bơi lội từ Hoa Kỳ và Pháp trong 100 mét cuối cùng, hoàn thành với thời gian nhanh nhất trong lịch sử ở 100 m tự do nam, đạt 45.92, và giành chiến thắng với thời gian 3:27.46; vượt qua kỷ lục thế giới về thời gian nhanh nhất trước đó do Jason Lezak lập với thời gian 46.06 khi bơi cuối cùng ở 4x100m tiếp sức tự do tại Thế vận hội Bắc Kinh 2008 khi sử dụng bộ đồ bơi công nghệ cao.

## Thể chất
Theo một bài đăng trên Weibo của Phan Triển Lạc vào ngày 29 tháng 2 năm 2024, chiều cao hiện tại của anh là 189.5 cm, và sải tay là 190.5 cm.

## Thành tích cá nhân tốt nhất

### Bể dài (50 mét)
| Nội dung              | Thời gian | Giải đấu                                      | Ngày                | Chú thích |
| --------------------- | --------- | --------------------------------------------- | ------------------- | --------- |
| 50 m tự do            | 21.92     | Đại hội Thể thao châu Á 2022                  | 25 tháng 9 năm 2023 |           |
| 100 m tự do           | 46.40     | Thế vận hội Paris 2024                        | 31 tháng 7 năm 2024 | WR        |
| 200 m tự do           | 1:44.65   | Giải vô địch bơi lội quốc gia Trung Quốc 2023 | 4 tháng 5 năm 2023  |           |
| 400 m tự do           | 3:46.40   | Giải vô địch bơi lội quốc gia Trung Quốc 2023 | 6 tháng 5 năm 2023  |           |
| 800 m tự do           | 7:59.15   | Giải vô địch bơi lội quốc gia Trung Quốc 2023 | 5 tháng 5 năm 2023  |           |
| 1500 m tự do          | 15:33.48  | Giải vô địch bơi lội mùa hè Trung Quốc 2019   | 14 tháng 6 năm 2019 |           |
| 50 m bơi bướm         | 25.90     | Giải vô địch bơi lội mùa xuân 2023            | 19 tháng 3 năm 2023 |           |
| 100 m bơi bướm        | 1:01.87   | Asian Age Group Championships 2019            | 25 tháng 9 năm 2019 |           |
| 200 m hỗn hợp cá nhân | 2:02.99   | Giải vô địch bơi lội quốc gia Trung Quốc 2020 | 1 tháng 10 năm 2020 |           |
| 400 m hỗn hợp cá nhân | 4:34.40   | Asian Age Group Championships 2019            | 25 tháng 9 năm 2019 |           |

### Bể ngắn (25 mét)
Tính đến 27 tháng 7 năm 2023
| Nội dung              | Thời gian | Giải đấu                                      | Ngày                 | Chú thích |
| --------------------- | --------- | --------------------------------------------- | -------------------- | --------- |
| 50 m tự do            | 21.54     | Giải vô địch quốc gia Trung Quốc 2022         | 27 tháng 10 năm 2022 |           |
| 100 m tự do           | 45.77     | Giải vô địch thế giới 2022                    | 15 tháng 12 năm 2022 | AS        |
| 200 m tự do           | 1:42.66   | Giải vô địch bơi lội quốc gia Trung Quốc 2022 | 29 tháng 10 năm 2022 |           |
| 100 m hỗn hợp cá nhân | 53.10     | Giải vô địch bơi lội quốc gia Trung Quốc 2022 | 27 tháng 10 năm 2022 |           |

Chú thích: NR = Kỷ lục quốc gia ; AS = Kỷ lục châu Á

## Các kỷ lục

### Bể dài (50 m)
| Số | Nội dung                        | Thời gian                 |   | Giải đấu                                      | Địa điểm              | Ngày                | Tuổi | Thể loại kỷ lục          | Thực trạng      | Ref    |
| -- | ------------------------------- | ------------------------- | - | --------------------------------------------- | --------------------- | ------------------- | ---- | ------------------------ | --------------- | ------ |
| 1  | 100 m tự do                     | 47.22                     |   | Giải vô địch Trung Quốc 2023                  | Hàng Châu, Trung Quốc | 1 tháng 5 năm 2023  | 18   | AS (chưa được phê chuẩn) | Kỷ lục cũ       | [ 14 ] |
| 2  | 4×100m tiếp sức tự do           | 3:11.38 (47.67, lượt 1)   |   | Giải vô địch thể thao dưới nước thế giới 2023 | Fukuoka, Nhật Bản     | 23 tháng 7 năm 2023 | 18   | AS                       | Kỷ lục cũ       | [ 15 ] |
| 3  | 4×100m tiếp sức hỗn hợp         | 3.29.00 (46.62, lượt 4)   |   | Giải vô địch thể thao dưới nước thế giới 2023 | Fukuoka, Nhật Bản     | 30 tháng 7 năm 2023 | 18   | AS                       | Kỷ lục cũ       | [ 16 ] |
| 4  | 100 m tự do                     | 46.97                     |   | Đại hội Thể thao châu Á 2022                  | Hàng Châu, Trung Quốc | 24 tháng 9 năm 2023 | 19   | AS                       | Kỷ lục cũ       | [ 17 ] |
| 5  | 4×200m tiếp sức tự do           | 7:03.40 (1:44.77, lượt 4) |   | Đại hội Thể thao châu Á 2022                  | Hàng Châu, Trung Quốc | 25 tháng 9 năm 2023 | 19   | NR                       | Kỷ lục cũ       | [ 18 ] |
| 6  | 4×100m tiếp sức hỗn hợp         | 3:27.01 (46.65, lượt 4)   |   | Đại hội Thể thao châu Á 2022                  | Hàng Châu, Trung Quốc | 26 tháng 9 năm 2023 | 19   | AS                       | Kỷ lục hiện tại | [ 19 ] |
| 7  | 4×100m tiếp sức tự do           | 3:10.88 (47.06, lượt 1)   |   | Đại hội Thể thao châu Á 2022                  | Hàng Châu, Trung Quốc | 28 tháng 9 năm 2023 | 19   | AS                       | Kỷ lục hiện tại |        |
| 8  | 4×100 m tiếp sức tự do (lượt 1) | 46.80                     | r | Giải vô địch thể thao dưới nước thế giới 2024 | Doha, Qatar           | 11 tháng 2 năm 2024 | 19   | WR, AS                   | Kỷ lục cũ       | [ 20 ] |
| 9  | 4x200m tiếp sức tự do           | 7:01:84 (1:43:90, lượt 3) |   | Giải vô địch thể thao dưới nước thế giới 2024 | Doha, Qatar           | 16 tháng 2 năm 2024 | 19   | NR                       | Kỷ lục hiện tại | [ 21 ] |
| 10 | 4x100m tiếp sức tự do nam nữ    | 3:21.18 (47.29, lượt 1)   |   | Giải vô địch thể thao dưới nước thế giới 2024 | Doha, Qatar           | 17 tháng 2 năm 2024 | 19   | AS                       | Kỷ lục hiện tại | [ 22 ] |
| 11 | 100 m tự do (lượt 1)            | 46.92                     | r | Thế vận hội Mùa hè 2024                       | Paris, Pháp           | 27 tháng 7 năm 2024 | 19   | OR                       | Kỷ lục cũ       | [ 23 ] |
| 12 | 100 m tự do                     | 46.40                     |   | Thế vận hội Mùa hè 2024                       | Paris, Pháp           | 31 tháng 7 năm 2024 | 19   | WR, OR, AS               | Kỷ lục hiện tại | [ 24 ] |

### Bể ngắn (25 m)
| Số | Nội dung    | Thời gian |  | Giải đấu                           | Địa điểm      | Ngày                 | Tuổi | Thể loại kỷ lục | Thực trạng      | Ref    |
| -- | ----------- | --------- |  | ---------------------------------- | ------------- | -------------------- | ---- | --------------- | --------------- | ------ |
| 1  | 100 m tự do | 45.77     |  | Giải vô địch bơi lội thế giới 2022 | Melbourne, Úc | 15 tháng 12 năm 2022 | 18   | AS              | Kỷ lục hiện tại | [ 25 ] |

Chú thích: NR = Kỷ lục quốc gia ; AS = Kỷ lục châu Á ; WJ = Kỷ lục trẻ thế giới; WR = Kỷ lục thế giới ; h = vòng loại; sf = bán kết ; r = Tiếp sức